# Lijst van scholen in het voortgezet onderwijs in Zuid-Holland
Dit is een lijst van scholen in het voortgezet onderwijs in de Nederlandse provincie Zuid-Holland. De scholen zijn alfabetisch op naam gesorteerd. In deze lijst staan géén scholen die opgeheven zijn. Ook staan hier géén scholen die overgenomen of gefuseerd zijn onder een andere naam; de scholen staan hier met hun huidige naam.

## A
- Adelbert College - Wassenaar
- Albeda College - Rotterdam
- Alfrink college - Zoetermeer
- Aloysius College - Den Haag
- Ashram College - Alphen aan den Rijn, Nieuwkoop

## B
- Beroepscollege Zoetermeer - Zoetermeer
- Bonaventuracollege - Leiden, Roelofarendsveen

## C
- Christelijk College De Populier - Den Haag
- Christelijk Gymnasium Sorghvliet - Den Haag
- Christelijke Scholengroep De Hoven - Gorinchem, Hardinxveld-Giessendam, Sleeuwijk
- Coenecoop College - Waddinxveen, Boskoop
- Comenius College - Rotterdam, Capelle aan den IJssel, Krimpen aan den IJssel, Nieuwerkerk aan den IJssel
- Coornhert Gymnasium - Gouda
- Corbulo College - Voorburg
- Cosmicus College - Rotterdam
- CSG Calvijn - Rotterdam, Barendrecht
- CSG De Lage Waard - Papendrecht
- CSG Groene Hart - Alphen aan den Rijn, Hazerswoude-Dorp
- CSG Willem van Oranje - Oud-Beijerland

## D
- Dalton College - Voorburg
- Dalton Den Haag - Den Haag
- Da Vinci College - Dordrecht, Gorinchem, Hardinxveld-Giessendam, Middelharnis, Oud-Beijerland, Papendrecht, Ridderkerk, Wijk en Aalburg, Zwijndrecht
- De Keerkring - Zoetermeer
- De Passie - Rotterdam
- DevelsteinCollege - Zwijndrecht

## E
- Edith Stein College - Den Haag
- Edudelta College - Barendrecht, Middelharnis, Goes, Bleiswijk, Sommelsdijk
- Emmauscollege - Rotterdam
- Erasmiaans Gymnasium - Rotterdam
- Erasmus College - Zoetermeer

## F
- Farelcollege - Ridderkerk
- Fioretticollege - Lisse, Hillegom

## G
- Gomarus Scholengemeenschap - Gorinchem
- Gymnasium Camphusianum - Gorinchem
- Gymnasium Haganum - Den Haag
- Gymnasium Novum - Voorburg
- CSG Groene Hart - Alphen aan den Rijn, Hazerswoude-Dorp
- GSR - Rijswijk, Rotterdam

## H
- Haags Montessori Lyceum - Den Haag
- Havo voor muziek en dans - Rotterdam
- Huygenslyceum - Voorburg
- Hugo De Groot - Rotterdam

## I
- Islamitische Scholengemeenschap Ibn Ghaldoun - Rotterdam

## J
- Johan de Witt-gymnasium - Dordrecht

## K
- Kalsbeek College - Woerden
- Krimpenerwaard College - Krimpen aan den IJssel

## L
- SG Leonardo da Vinci - Leiden
- Libanon Lyceum - Rotterdam

## M
- Maerlant Lyceum - Den Haag
- Marnix Gymnasium - Rotterdam
- Melanchthon Schiebroek - Rotterdam
- Montessori Lyceum Rotterdam, Rotterdam

## N
- Northgo College - Noordwijk

## O
- Oranje Nassau College - Zoetermeer

## P
- Picasso Lyceum - Zoetermeer

## R
- Rijnlands Lyceum - Den Haag, Oegstgeest, Sassenheim, Wassenaar
- Rijswijks Lyceum - Rijswijk
- Rotterdam International Secondary School - Rotterdam
- Rotterdamsch Lyceum - Rotterdam

## S
- Scala College - Alphen aan den Rijn
- Scholengemeenschap Schravenlant - Schiedam
- Scholengemeenschap Spieringshoek - Schiedam
- Scholengroep Den Haag Zuid-West - Den Haag
- Segbroek College - Den Haag
- Sint-Laurenscollege - Rotterdam
- Sint-Maartenscollege - Voorburg
- Stanislascollege - Delft, Pijnacker, Rijswijk
- Stedelijk Gymnasium Leiden - Leiden
- Stedelijk Gymnasium Schiedam - Schiedam
- Stip dalton Leidschendam - Leidschendam

## T
- Teylingen College - Noordwijkerhout, Oegstgeest, Voorhout

## V
- Visser 't Hooft Lyceum - Leiden, Leiderdorp, Rijnsburg
- Het Vlietland College - Leiden
- Vrijzinnig-Christelijk Lyceum - Den Haag

## W
- Walburg College - Zwijndrecht, Hendrik-Ido-Ambacht
- Wartburg College - Rotterdam, Dordrecht
- Willem de Zwijger College - Papendrecht, Hardinxveld-Giessendam

## Z
- Zandvlietcollege - Den Haag